# Jamesomyia geminata
Jamesomyia geminata är en tvåvingeart som först beskrevs av Friedrich Hermann Loew 1862.  Jamesomyia geminata ingår i släktet Jamesomyia och familjen borrflugor. Inga underarter finns listade i Catalogue of Life.